# Loge Ad Lucem et Pacem
Loge Ad Lucem et Pacem is een vrijmetselaarsloge in Haarlem opgericht in 1926, vallende onder het Grootoosten der Nederlanden.

## Geschiedenis
Ook deze, op 23 oktober 1926 geïnstalleerde loge, is een afsplitsing van de Loge ‘Vicit Vim Virtus’. Het verzoek tot oprichting gedaan door 13 leden van de Loge ‘Vicit Vim Virtus’. Op het Grootoosten op 21 juni 1926 werd aan deze loge een vervangende constitutiebrief overhandigd welke is gedateerd 20 juni 1926. Hierop worden als oprichters genoemd: E.C. Julius Mohr, J.G.W. van Driel Krol, A.J. van Deventer, C. Engel, P. Tideman, A. Schipper, G.J. Droste (jr.), W. Wessel (Bzn.) en K. Tinholt. (Vermoedelijk horen hier nog bij T. Kruijff en D.J. Wiersma.) De loge werd geïnstalleerd op 23 oktober 1926.

## Betekenis naam
“Naar licht en vrede”. Typisch voor de twintiger jaren en de vredesbeweging; licht, liefde, leven. Gedeputeerd Grootmeester Hermannus van Tongeren sprak bij de gelijktijdige installatie van ‘Kennemerland’ en ‘Ad Lucem et Pacem’:
Hoe wij krachtens ons maçonniek wezen met mannelijke fierheid zegevierend weerstand bieden aan elk ruw geweld: Vicit Vim Virtus; hoe wij in vollen gezonden zin voor realiteit de waarde der traditie, het werk der vaderen, het erfdeel van het verleden erkennen, hier gelijk elders, hier op de grond van het oude mooie Kennemerland; en hoe wij dusdoende welbewust weten te streven naar het ware Rijk des Lichts, waarin de waarachtige Vrede onder de Menschen woont: Ad Lucem et Pacem.

## Voorzittend Meesters
In onderstaande lijst een overzicht van de Voorzittend Meesters van Loge Ad Lucem et Pacem gedurende de eerste 75 jaar van haar bestaan.
| Van  | Tot  | Voorzittend Meester         |
| ---- | ---- | --------------------------- |
| 1926 | 1927 | dr. Eduard Carl Julius Mohr |
| 1927 | 1928 | mr. P. Tideman              |
| 1928 | 1929 | P.C. Woudsma                |
| 1929 | 1933 | G.J. Droste                 |
| 1933 | 1936 | Ch. E. Visser               |
| 1936 | 1937 | dr. J.M. Rombouts           |
| 1937 | 1940 | P.C. Woudsma                |
| 1945 | 1948 | P.C. Woudsma                |
| 1948 | 1949 | S.J. Schoorl                |
| 1949 | 1955 | J. Niemeyer                 |
| 1955 | 1957 | G.G. Matthieu               |
| 1957 | 1960 | M.J. Averes                 |
| 1960 | 1963 | Louter Cornelis Oldenborgh  |
| 1963 | 1964 | I. Sluyter                  |
| 1964 | 1967 | M. van de Meeberg           |
| 1967 | 1969 | mr. W.A.D. Wumke de Vries   |
| 1969 | 1972 | C.P.J. van der Peet         |
| 1972 | 1975 | drs. R.E. Padt              |
| 1975 | 1979 | P. Delgorge                 |
| 1979 | 1981 | R.W. van Beusekom           |
| 1981 | 1985 | drs. E.F.H. Veldkamp        |
| 1985 | 1987 | Prof. dr. N.A. van Uchelen  |
| 1987 | 1989 | G. Bent                     |
| 1989 | 1993 | mr. J. den Hollander        |
| 1993 | 1995 | J. Beijer                   |
| 1995 | 1997 | drs. E.F.H. Veldkamp        |
| 1997 | 1999 | Prof. dr. N.A. van Uchelen  |
| 1999 | 2001 | ir. M.J.M. Hermelink        |
| 2001 | 2003 | drs. E.F.H. Veldkamp        |

Vrijmetselarij · Beginselen · Geschiedenis · Symbolen · Vrijmetselaarsloge · Ordegrondwet · Obediëntie · Regulariteit en irregulariteit · Ritus · Graden · Grootmeester · Gemengde vrijmetselarij · Para-vrijmetselarij · Antivrijmetselarij · Vrijmetselarij in Nederland · Vrijmetselarij in België · Internationale vrijmetselarij
>>> Meer info op Portaal:Vrijmetselarij <<<